# Cowick Hall
Cowick Hall est une maison de campagne géorgienne du XVIIe siècle située dans la ville de Snaith, située entre les villages d'East et West Cowick, dans le Yorkshire de l'Est, en Angleterre. La maison est classée Grade I et plusieurs dépendances du domaine sont classées Grade II. Autrefois résidence des vicomtes Downe, il sert aujourd'hui de siège social à l'entreprise chimique Croda International.

## Histoire
Au XIVe siècle, les terres de Cowick passent entre les mains de la famille Dawnay, dont les principaux sièges sont Cowick Hall, Dawnay Lodge et Danby Castle. Les Dawnay descendent des seigneurs du manoir de Shannock (ou Shunock) à Sheviock, en Cornouailles. Sous le règne de Richard II, Thomas Dawnay, frère cadet de Sir John Dawnay, épouse Elizabeth, fille et héritière de John Newton de Snaith, Yorkshire. Thomas Dawnay s'installe dans la paroisse d'Escrick dans le Yorkshire. Son petit-fils, Sir John Dawnay, est le premier de plusieurs Dawnays à occuper le poste de haut shérif du Yorkshire .
Cowick Hall est construit à la fin du XVIIe siècle pour John Dawnay (1er vicomte Downe). L'architecte d'origine est inconnu, mais la maison principale est considérablement modifiée de 1752 à 1760 par James Paine pour le troisième vicomte, notamment le remodelage interne, la reconstruction de l'entrée sud et la réinitialisation de la balustrade du toit. L'architecte italien Joseph Bonomi conçoit des modifications supplémentaires dans les années 1790 pour le cinquième vicomte, notamment la refonte de l'escalier ouest et l'ajout de la galerie sud extérieure. Bonodi revient pour d'autres travaux entre 1804 et 1811, pour la remise en forme de U à deux étages et les écuries.
En 1869, le neuvième vicomte vend le domaine pour des raisons inconnues à Henry Shaw, un fileur de coton et également un exportateur de fruits et légumes de Cleckheaton. 

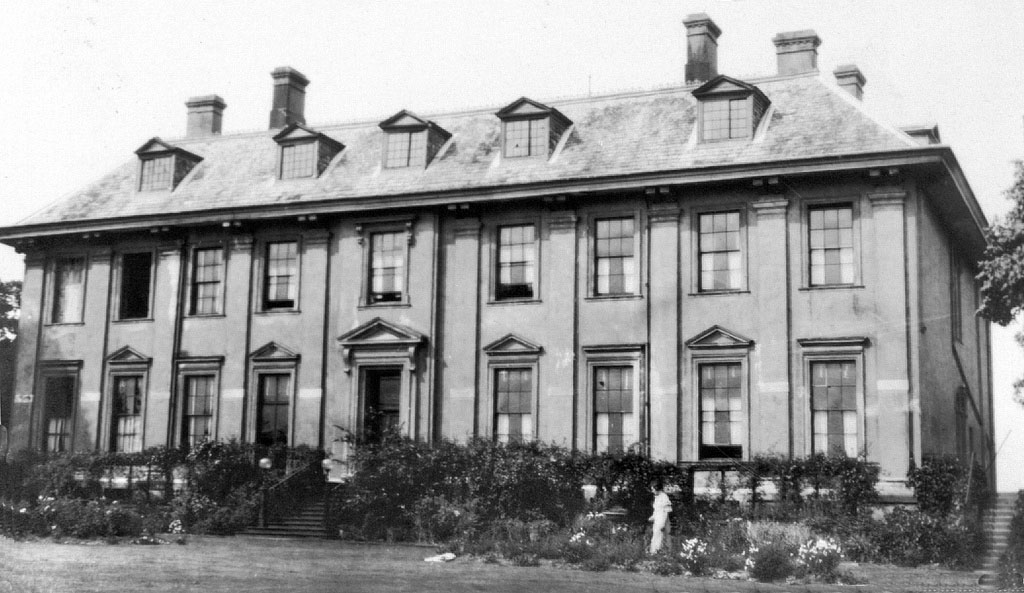
Côté sud de Cowick Hall, c. 1900

À cela, Shaw ajoute une maison de douaire en briques rouges à deux étages en 1870. Shaw meurt subitement en 1871, laissant la maison à son frère Benjamin, qui vit à Cowick Hall jusqu'en 1889. Benjamin Shaw remodèle l'intérieur de la maison principale et, au cours de ce processus, "a détruit une grande partie de la splendeur de la maison", selon l' évêque de Sheffield David Lunn, qui écrit une histoire de la région environnante .
Malgré les changements malheureux apportés à l'intérieur, Nikolaus Pevsner écrit que les façades principales de Cowick Hall figurent parmi les conceptions de maisons de campagne du XVIIe siècle les plus abouties d'Angleterre.
En 1889, Samuel Joseph Cooper, un industriel de Barnsley, achète la maison. Il meurt en 1913 et par la suite Cowick Hall tombe dans l'oubli. Il change de mains plusieurs fois et à un moment donné, des cochons ont vécu dans les caves de la maison principale. En 1954, des plans de démolition de Cowick Hall sont envisagés .
La maison est cependant sauvée en 1955, lorsqu'elle devient le siège de l'entreprise chimique locale Croda International, qui occupe toujours la maison aujourd'hui .

## Bâtiments classés

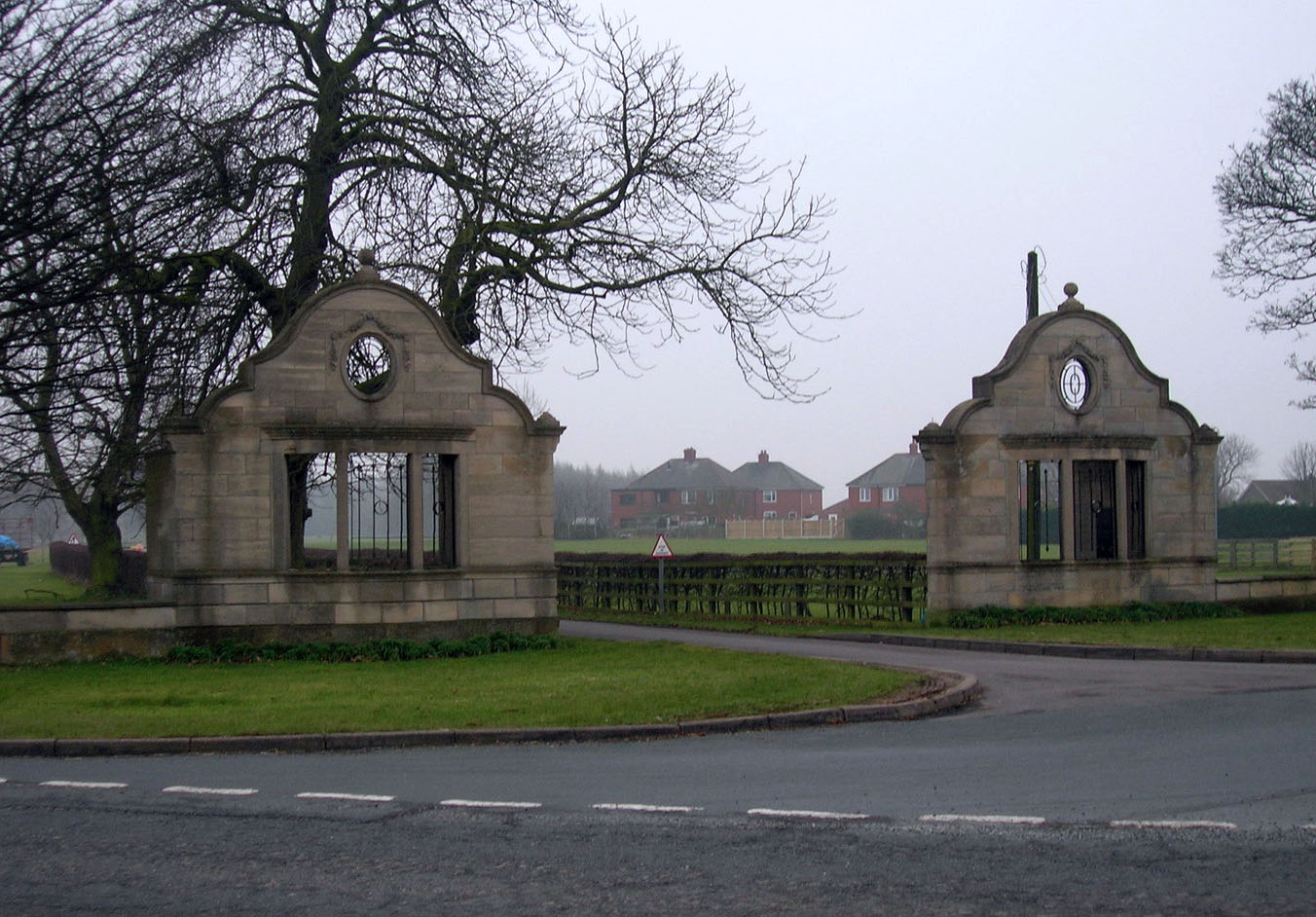
Le gate lodge classé Grade II à Cowick Hall

Cowick Hall est classé Grade I avec Historic England, et trois autres bâtiments du domaine sont classés Grade II:
- La remise et l'écurie conçues par Bonomi, qui s'étendent sur environ 150 mètres (492,125985 pi) est de la maison principale ;
- la maison douaire, à environ 100 mètres (328,08399 pi) nord-est de Cowick Hall ;  et
- le gate lodge, très probablement conçu par Paine lors de son travail au milieu du XVIIIe siècle.